# Babels torn (Bruegel)
Babels torn är ursprungligen tre oljemålningar av Pieter Bruegel den äldre, utförda ungefär 1563. Den första, utförd i Rom på elfenben har gått förlorad. De båda andra, som ofta benämns ”Det stora Babels torn” och ”Det lilla Babels torn” utifrån oljemålningarnas storlek, återfinns på Kunsthistorisches Museum i Wien och Museum Boijmans Van Beuningen i Rotterdam.
Konstverken skildrar det byggnadsverk, Babels torn, som omnämns i Gamla Testamentet, Första Mosebok 11:19, och som eventuellt var en babylonisk ziqqurat vigd åt Marduk.

## Bildgalleri “Det stora tornet”

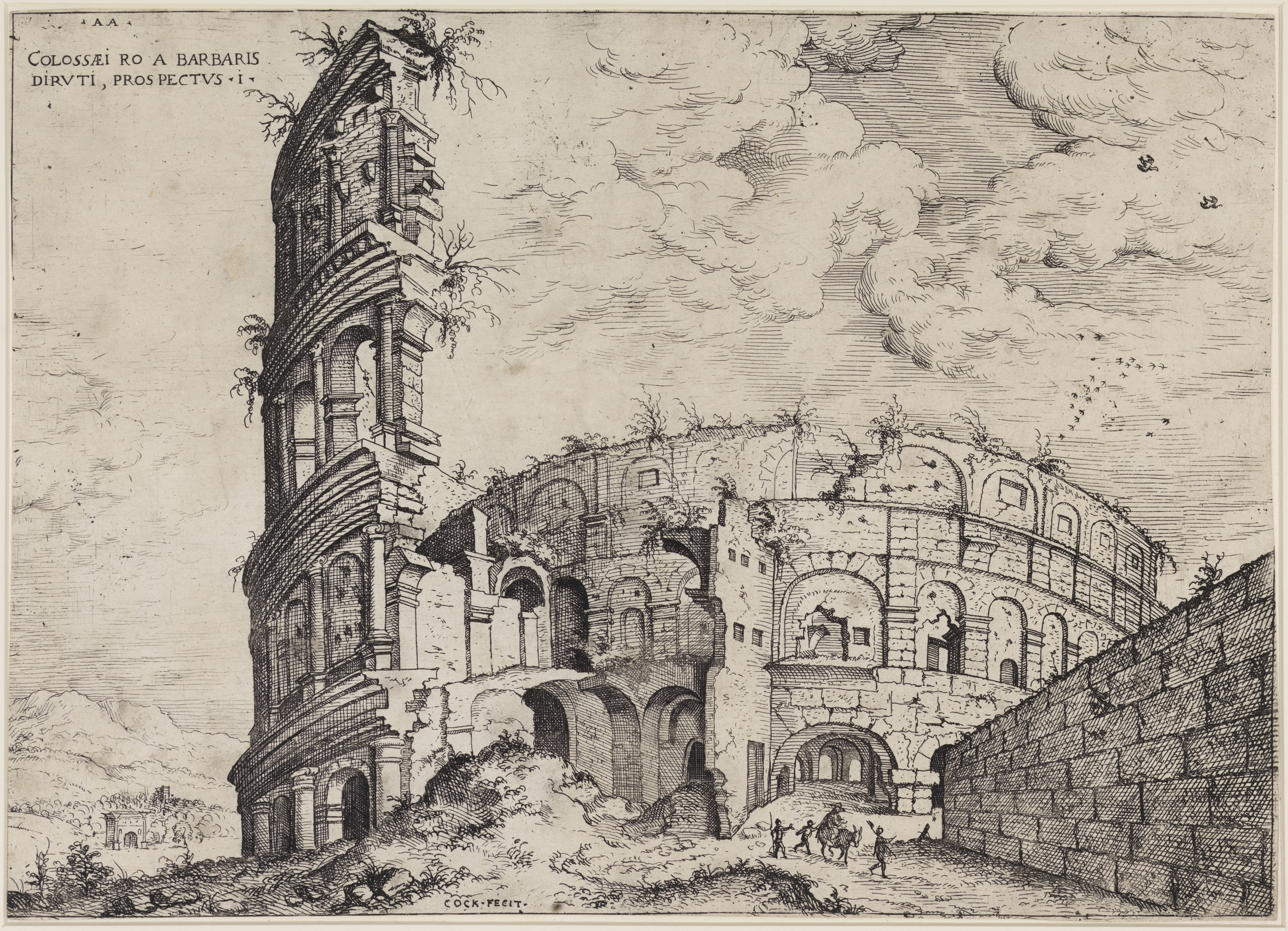
Colosseum i Rom, publicerad av Hieronymus Cock 1551, som tjänade som inspiration.
Kungen med följe, som besöker byggplatsen. Bruegels signatur nere till höger.
Översta delen av tornet, ovanför molnen.
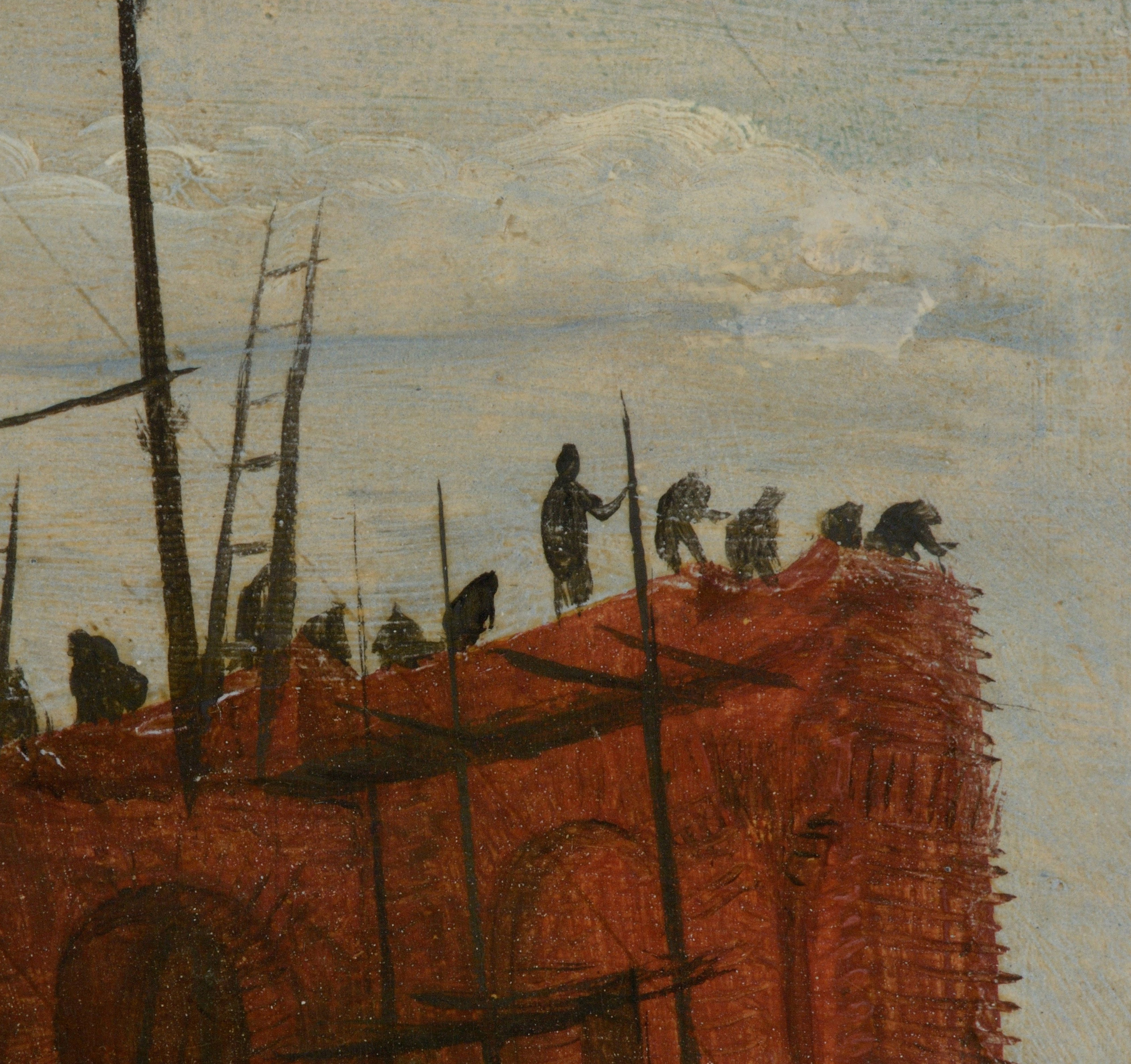
Tegelläggare i silhuett.
En byggnadskran.
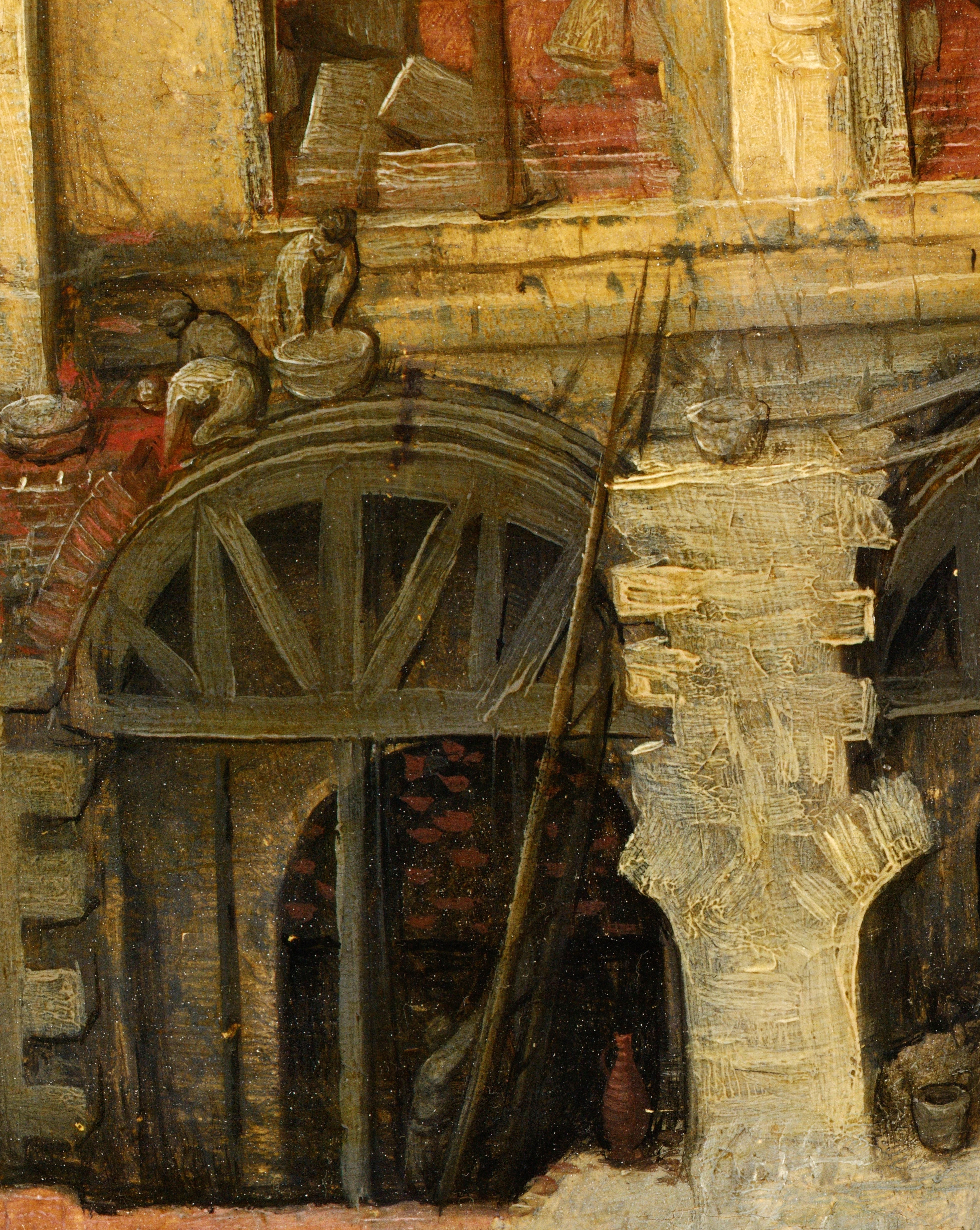
Valv med byggnadsställning.